# 전국택시운송사업조합연합회
전국택시운송사업조합연합회(全國택시運送事業組合聯合會, Korea National Joint Conference of taxi Association)는 택시운송사업의 건전한 발전과 택시운송사업자 공동의 이익을 도모하고 정부시책을 추진하기 위하여 설립된 단체이다. 서울특별시 강남구 선릉로 531 전국택시연합회관에 있다.

## 설립 근거
- 여객자동차 운수사업법[5]

## 연혁
- 1954년 2월 15일 자동차 교통사업법 제16조 의거 전국자동차운송사업조합연합회 설립
- 1957년 8월 20일 교통부 고시 152호로 업종별 연합회 설립 명령
- 1957년 9월 21일 전국보통여객자동차운수사업조합연합회 설립
- 1963년 7월 2일 전국택시합승여객자동차운송사업조합연합회로 명칭 변경
- 1974년 1월 11일 전국택시여객자동차운송사업조합연합회로 개칭
- 1978년 11월 11일 육운진흥법에 의거 공제조합 설립 인가
- 1979년 6월 20일 공제조합 업무 개시
- 1980년 9월 30일 자동차 운수단체 정비지침에 의거 각 시도조합에 개인 및 콜 택시조합을 통합
- 1983년 5월 11일 운수단체 활성화 보완계획에 의거 각 시도개인 택시조합 분립독립 허용
- 1983년 6월 20일 전국택시운송사업조합연합회로 명칭 변경
- 1986년 2월 27일 서울특별시 강남구 역삼동 735-41 소재 연합회관 구입 이전
- 1989년 6월 15일 전국개인택시운송사업조합연합회 분리 독립
- 2004년 3월 9일 서울특별시 강남구 역삼동 694-10 소재 연합회관으로 이전

## 주요 업무
- 택시운송사업에 관한 조사연구사업과 통계의 작성관리
- 택시안전운행 및 운송질서 확립을 위한 지도
- 택시운송사업 경영지도
- 경영자와 종사원의 교육훈련
- 종사원의 취업관리
- 택시운전 자격시험 업무 관리
- 국토교통부장관으로부터 위탁받은 업무의 처리
- 여객자동차 운수사업법 제60조에 의한 공제사업
- 기타 부수되는 사업

## 조직

### 상무이사
- 기획실
- 경영지도부
- 총무부

## 시·도택시운송사업조합
| - 서울특별시택시운송사업조합 - 인천광역시택시운송사업조합 - 경기도택시운송사업조합 | - 강원특별자치도택시운송사업조합 | - 충청북도택시운송사업조합 | - 대전광역시택시운송사업조합 - 충청남도택시운송사업조합 | - 전라북도택시운송사업조합 | - 광주광역시택시운송사업조합 - 전라남도택시운송사업조합 | - 대구광역시택시운송사업조합 - 경상북도택시운송사업조합 | - 부산광역시택시운송사업조합 - 울산광역시택시운송사업조합 - 경상남도택시운송사업조합 | - 제주특별자치도택시운송사업조합 |

## 같이 보기
- 전국개인택시운송사업조합연합회
- 전국택시노동조합연맹
- (재)택시감차보상재원관리기관